# التعليم التعويضي
التعليم التعويضي هو برنامج أو خدمة تكميلية مصممة لمساعدة الأطفال المعرضين لخطر الضعف الادراكي والتحصيل العلمي المنخفض والإنجازات التعليمية المتدنية.

## الأطفال المعرضون لهذه الأضرار
ويعد الأطفال الفقراء في المدارس هم الأسوأ بين نظرائهم؛ حيث أنهم أكثر عرضة لهذة الإعاقات؛ فدرجات الأطفال الفقراء هي بين 6 و 13 نقطة أقل في اختبارات الذكاء المختلفة IQ، وهم كذلك أقل في القدرات الشفوية اللفظية والإنجازات.
كما أن للفقر تأثير سلبي على قدرة الأطفال على التخرج من المدارس الثانوية والتحاقهم بالجامعات.
ويعد الأطفال الذين يتم تربيتهم بواسطة أحد الوالدين أو الذين لديهم أكثر من شقيقين أو الأطفال الذين ولدوا لأباء مراهقون أو الذين ينشأون في الأحياء الفقيرة أيضًا معرضون لضعف التحصيل الأكاديمي.